# Mlýn Košátky
V Košátkách byl vodní mlýn vybudovaný před rokem 1365, který využíval vodu z Košáteckého potoka (dříve Klokoč). Mlýn je zapsaný v Ústředním seznamu kulturních památek České republiky. V současné době je v soukromém vlastnictví, slouží k rekreačním účelům.

## Historie
První písemná zmínka o existenci mlýna je zaznamenána z roku 1365 při prodeji košáteckých statků Petrovi Krabici z Weitmile. Voda byla přiváděna mlýnskou strouhou, která již neexistuje. Mlýn byl do roku 1924 v inventáři velkostatku při tvrzi, v tomto období byli mlynáři pachtýři. V úvodu tereziánského číslování domů obdržel mlýn čp. 13 v rámci osídlení Nové Košátky. Budova nezaznamenala ve své existenci výrazných úprav. Jen po roce 2000 došlo k rekonstrukci mansardové střechy.

## Popis
Budova mlýna se nachází před východní věžovitou bránou do zámeckého areálu na jižní hraně ostrohu. Od druhé poloviny 16. století se mlýn tyčí nad novým korytem Košáteckého potoka. Z veřejné komunikace k věži je objekt mlýna v charakteru jednopatrové budovy, ale s výškovým rozdílem od louky je dvoupodlažní se dvorem, v minulosti s pilou. Na východní části dvora ve 40. letech 20. století došlo k sanaci hospodářského příslušenství a bylo nahrazeno novou obytnou budovou.